# Hitteschild

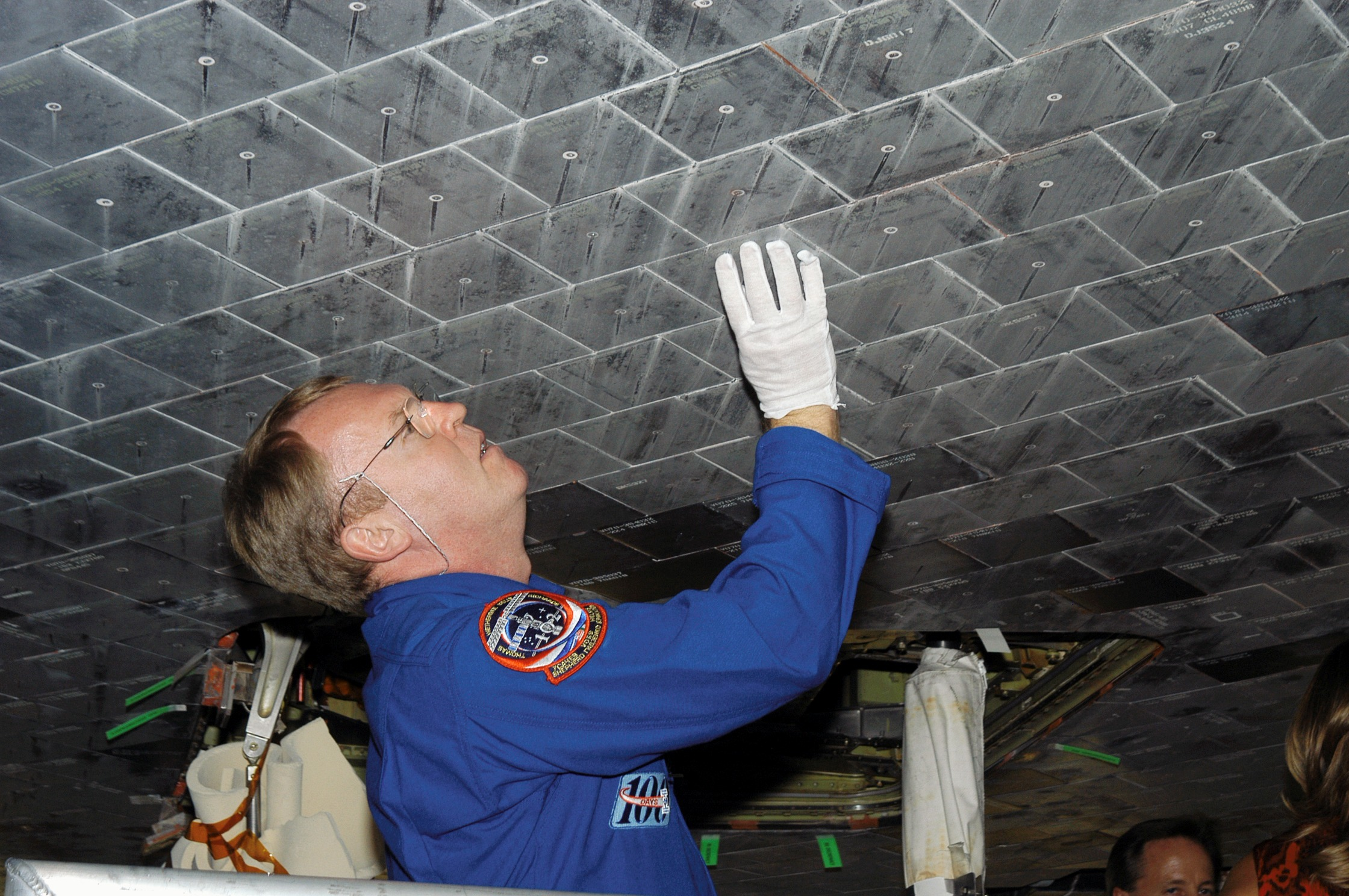
Astronaut Andrew Thomas bekijkt het hitteschild van de spaceshuttle

Een hitteschild is een hittebestendige, thermische isolatielaag die onder andere op ruimtevaartuigen wordt aangebracht. Deze keren doorgaans met grote snelheid in de dampkring van de aarde terug en daarbij wordt door samenpersing van lucht aan de voorzijde/onderzijde tot plasma een zeer hoge temperatuur bereikt. Zonder hitteschild zou het ruimtevaartuig volledig verbranden. Ook ruimtesondes die de Zon dicht naderen worden uitgerust met een hitteschild. Er zijn twee soorten hitteschilden. Enerzijds onbrandbare, herbruikbare hitteschilden en anderzijds ablatieve hitteschilden.
Een alternatief voor een hitteschild is geforceerde koeling. Dit wordt onder meer toegepast in de Falcon 9 Block 5. Door het octaweb, de constructie aan de onderkant van de booster waarin de motoren opgehangen zijn, wordt tijdens de terugkeer in de atmosfeer water gepompt om de hitte af te voeren.
SpaceX heeft tijdens de ontwikkeling van Starship ook een tijdje gespeeld met het idee restantstuwstof (gasvormig geworden stuwstof die door afkoken van een cryogene stuwstof ontstaat) door kleine gaatjes in de wand van het starship te laten "zweten" en daarmee hitte af te voeren. Er werd uiteindelijk gekozen voor een hitteschild bestaand uit keramische tegels.